# Ahasveros

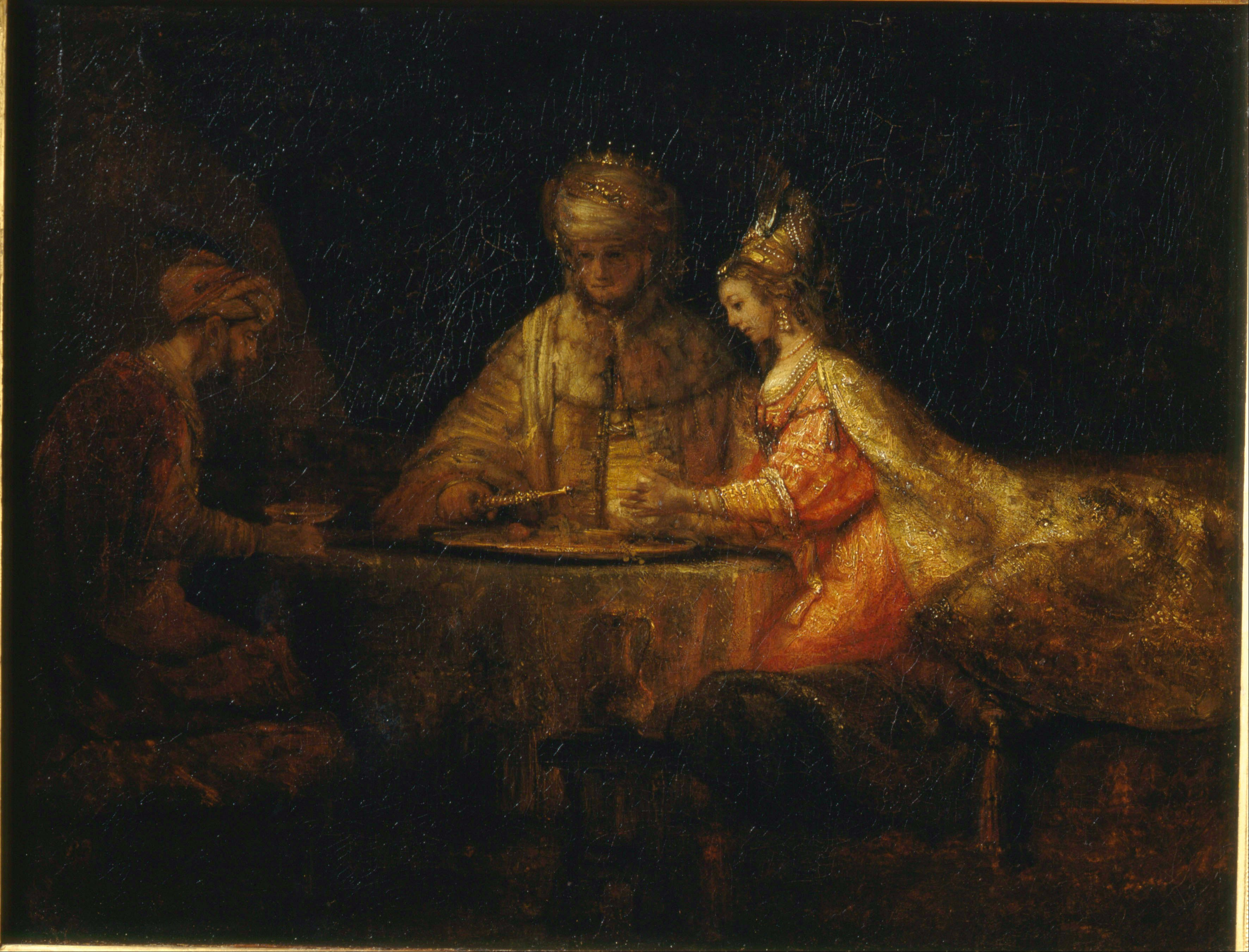
Ahasveros (midden) en Haman (links) op het feest van Ester, door Rembrandt

Ahasveros (Hebreeuws: אֲחַשְׁוֵרוֹשׁ, ʼAḥašvērōš of ʼAẖašwērōš, in de Griekse Septuagint: Ασουηρος, Asouēros) is een naam die in de Hebreeuwse Bijbel verschillende keren wordt gebruikt voor een heerser. De naam komt ook voor in hieraan gerelateerde legendes en sommige apocriefen van het Oude Testament. De aanduiding is de Hebreeuwse vorm van de Perzische naam Khashayar, "sjah van de sjah's". De Griekse weergave van die naam is Xerxes.

## Het boek Ester
In Ester 1 wordt de naam Ahasveros gebruikt voor een Perzische koning. Deze Ahasveros wordt meestal geïdentificeerd met Xerxes I, die regeerde van 486 v.Chr. tot 465 v.Chr. De Griekse Septuagint gebruikt hier de naam Artaxerxes. Ahasveros zou hier dus ook een aanduiding kunnen zijn van Artaxerxes I (464-424 v.Chr.) of Artaxerxes II (404-358 v.Chr.).

## Het boek Ezra
Ook in Ezra 14:5-7 wordt de naam Ahasveros gebruikt voor een Perzische koning. Ook deze Ahasveros wordt vaak geïdentificeerd met Xerxes I, maar soms ook met Cambyses II of met Smerdis (Bardiya) die zeven maanden regeerde (misschien als een bedrieger) tussen Cambyses II en Darius I.

## Het boek Daniël
In Daniël 9:1 is Ahasveros de vader van Darius de Mediër.